# Matthias Buse
Pour les articles homonymes, voir Buse.
Matthias Buse (né le 3 mars 1959 à Zittau) est un sauteur à ski allemand.
Champion du monde en 1978, il obtient un podium en Coupe du monde en 1982 à Sapporo. Il participe aux Jeux olympiques de 1984 avant de prendre sa retraite.

## Palmarès

### Jeux olympiques
| Épreuve / Édition | Sarajevo 1984 |
| Grand tremplin    | 21e           |

### Championnats du monde
| Épreuve / Édition | Lahti 1978 | Oslo 1982 | Engelberg 1984 |
| Petit tremplin    | Or         | 13e       |                |
| Grand tremplin    | 4e         | 7e        |                |
| Par équipes       |            | 4e        | Argent         |

### Coupe du monde
- Meilleur classement général : 15e en 1982.
- Meilleur résultat : 3e.